# بورس بيكر

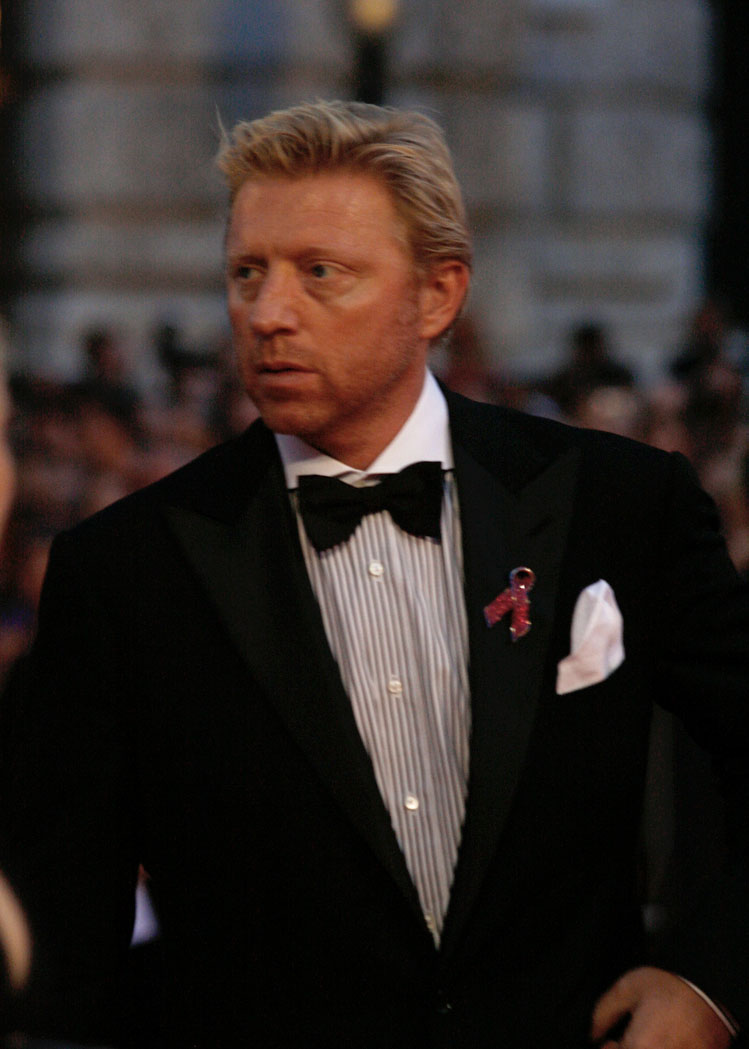
بورس بيكر

بورس بيكر (بالألمانية: Boris Becker) هو لاعب تنس ألماني الجنسية ولد في 22 نوفمبر سنة 1967 وهو المصنف السابق رقم 1. وهو حائز على 6 بطولات غراند سلام.

## طريقة اللعب
تعتمد طريقة لعب بيكر على الإرسال الساحق ولهذا أطلق عليه لقب (بوم بوم) أو (بارون الإرسال) وضربة يده الامامية بالإضافة إلى رده الإرسال بقوة عالية هي الطريقة التي حاز بيها الجوائز.

## روابط خارجية
- بورس بيكر على موقع مباريات الشطرنج (الإنجليزية)
- بورس بيكر على موقع 365Chess.com (الإنجليزية)
- بورس بيكر على موقع رابطة محترفي التنس (الإنجليزية)
- بورس بيكر على موقع الاتحاد الدولي لكرة المضرب (الإنجليزية)
- بورس بيكر على موقع كأس ديفيز (الإنجليزية)
- بورس بيكر على موقع قاعة مشاهير كرة المضرب الدولية (الإنجليزية)
- بورس بيكر على موقع بطولة ويمبلدون (الإنجليزية)
- بورس بيكر على موقع خلاصة التنس.كوم (الإنجليزية)
- بورس بيكر على موقع إي إس بي إن.كوم (الإنجليزية)
- بورس بيكر على موقع اللجنة الأولمبية الدولية (الإنجليزية)

- بورس بيكر على موقع IMDb (الإنجليزية)
- بورس بيكر على موقع الموسوعة البريطانية (الإنجليزية)
- بورس بيكر على موقع مونزينجر (الألمانية)
- بورس بيكر على موقع ألو سيني (الفرنسية)
- بورس بيكر على موقع ميوزك برينز (الإنجليزية)
- بورس بيكر على موقع إن إن دي بي (الإنجليزية)
- بورس بيكر على موقع ديسكوغز (الإنجليزية)
- بورس بيكر على موقع قاعدة بيانات الفيلم (الإنجليزية)